# Johann Remmers
Johann Remmers (* 12. Januar 1805 in Jever, Friesland; † 30. Januar 1847 in Den Haag) war ein deutscher Geiger.

## Leben
Johann Remmers war der Sohn des Stadtmusikers Anton Bernhard Remmers. Er studierte in Berlin bei Eduard Ritz und erhielt 1822 eine Anstellung an der Berliner Hofkapelle, wo er 14 Jahre blieb.
Später war er Solist der Hofkapelle in St. Petersburg und trat dort auch in Konzerten auf. Der Schriftsteller und Komponist Wladimir Odojewski sagte über ihn: „Remmers hatte großen Erfolg in Deutschland  – und das zu Recht. Er ist in jeder Hinsicht ein ausgezeichneter Geiger. Man könnte zwar mit ihm über viele Dinge streiten, doch dafür muss man sich erstmal mit seinem Talent vertraut machen.“ Im gleichen Zeitraum unternahm er mehrere Tourneen, darunter 1832 bis 1833 nach Danzig, Hamburg und Kopenhagen. Er besuchte auch Paris, trat dort aber nur in Privatkonzerten auf. Daneben unterrichtete er auch.
Die Jahre 1838/39 verbrachte er wieder in Berlin und trat dort erfolgreich mit dem Pianisten Sigismund Thalberg und dem Flötisten Franz Botgorschek auf. Danach lebte er einige Zeit in seiner Heimatstadt Jever und ab 1840 in den Niederlanden. Er konzertierte in Amsterdam und Den Haag. 1842 bis 1844 unternahm er eine ausgedehnte Tournee mit dem Pianisten Gustav Schumann (1815–1889); beide traten in Stettin, Königsberg, Riga, Lemberg, Jassy, Prag und Wien auf. 1845 spielte er in Kopenhagen vor dem dänischen Königshof.